# Alive (canción de Sia)
«Alive» es una canción interpretada por la cantante y compositora australiana Sia, lanzada el 24 de septiembre de 2015, como primer sencillo de su séptimo álbum de estudio, This Is Acting (2016). La canción fue coescrita por Sia, Tobias Jesso Jr y la cantante británica Adele. La producción de la canción estuvo a cargo de Jesse Shatkin, productor del anterior éxito Chandelier.

## Antecedentes
En septiembre de 2015, Sia confirmó el sencillo que pertenece a This Is Acting, «Alive», sería puesto en venta unos pocos días después, además recalco que fue escrito originariamente para la cantante británica Adele. Además agregó que la canción "era sobre la vida de Adele" y "fue escrito desde la perspectiva de Adele". Ella explicó a Ryan Seacrest  que la canción fue escrita en una sesión de escritura, del tercer álbum de estudio 25 de Adele, pero fue rechazada en el último minuto. Rihanna también rechazó la melodía.

## Lanzamiento
El 22 de septiembre de 2015, Sia publicó un tuit en donde se leía que el sencillo sería lanzado el 25 de septiembre. Un adelanto de 15 segundos fue subido a su canal de Vevo el día 23 de septiembre y la fecha del lanzamiento se adelantó un día. Sia actualizó en Twitter que sería lanzado en la mañana del 24 de septiembre. El sencillo finalmente fue estrenado en Snapchat a las 7:00 a. m. y poco tiempo después en los diversos servicios musicales.

## Recepción
«Alive» recibió la aclamación universal de críticos de la música, hacia la voz de Furler así como la producción de la canción. El crítico de la revista Rolling Stone, Jon Blistein describió la voz de Furler como "devastadora, electrizante," y además agregó "mientras que la estructura dramática de «Alive» tiene sonidos característicos de Adele, la enorme producción pop, cortesía de Jesse Shatkin y las voces desiguales, la garganta desgarrada y extasiada de Sia, le da un toque que la identifica".

## Vídeo musical
El video musical fue estrenado el 5 de noviembre de 2015 bajo la dirección de la propia Sia junto a Daniel Askill. Fue rodado en Japón y cuenta con la participación de la estrella infantil de karate, Mahiro Takano.

## Lista de canciones
Descarga Digital
1. «Alive» – 4:23

Remixes
1. «Alive» (Plastic Plates Remix) – 4:58
2. «Alive» (Maya Jane Coles Remix) – 5:07
3. «Alive» (AFSHeeN Remix) – 3:16
4. «Alive» (Boehm Remix) – 3:50
5. «Alive» (Cahill Remix) – 4:18

Otras Versiones
- Cahill Club Mix – 6:21
- Cahill Club Edit – 4:17
- Cahill Radio Edit – 3:14

## Posicionamiento en listas y certificaciones
| Lista (2015)                              | Mejor posición |
| ----------------------------------------- | -------------- |
| Australia (ARIA)                          | 10             |
| Austria (Ö3 Austria Top 40)               | 39             |
| Bélgica (Flandes) (Ultratop 50)           | 49             |
| Bélgica (Valonia) (Ultratop 50)           | 40             |
| Canadá (Canadian Hot 100)                 | 28             |
| Croacia (Airplay Radio Chart)             | 5              |
| Escocia (Scottish Singles Chart)          | 14             |
| Eslovaquia (Singles Digitál Top 100)      | 31             |
| España (Top 100 Canciones)                | 21             |
| Estados Unidos (Billboard Hot 100)        | 56             |
| Estados Unidos (Adult Top 40)             | 33             |
| Finlandia (Suomen virallinen lista)       | 5              |
| Francia (SNEP)                            | 17             |
| Irlanda (IRMA)                            | 44             |
| Israel (Media Forest)                     | 5              |
| Italia (FIMI)                             | 57             |
| Nueva Zelanda (Recorded Music NZ)         | 29             |
| Polonia (Polish Airplay Top 100)          | 39             |
| Reino Unido (UK Singles Chart)            | 30             |
| República Checa (Singles Digitál Top 100) | 36             |
| Suecia (Sverigetopplistan)                | 69             |
| Suiza (Schweizer Hitparade)               | 30             |

### Certificaciones
| País      | Organismo certificador | Certificación | Ventas | Ref.   |
| --------- | ---------------------- | ------------- | ------ | ------ |
| Australia | ARIA                   | Platino       | 70 000 | [ 29 ] |